# Daniel Bălan
Daniel Bălan (n. 18 septembrie 1979) este un jucător de fotbal român care antrenează clubul Bucovina Rădăuți. Evoluează pe postul de fundaș dreapta. Bălan a jucat de asemenea, pentru Bucovina Suceava și Foresta Suceava.
El a fost constant împrumutat la diferite cluburi: FC Vaslui, Omonia Nicosia, Argeș Pitești și Alki Larnaca.
În 2002 a suferit o accidentare gravă, oarecum similară cu ceea a lui Marco van Basten și nu a avut posibilitatea de a juca fotbal pentru o perioadă de doi ani.

## Palmares
Foresta Fălticeni
- Liga a II-a: 1999–2000

Steaua București
- Liga I: 2004–2005, 2005–2006
- Supercupa României: 2001, 2006

FC Vaslui
- Divizia B: 2004–2005